# Helix aperta
Helix aperta är en snäckart som beskrevs av Born 1778. Helix aperta ingår i släktet Helix och familjen storsnäckor. Inga underarter finns listade i Catalogue of Life.

## Bildgalleri

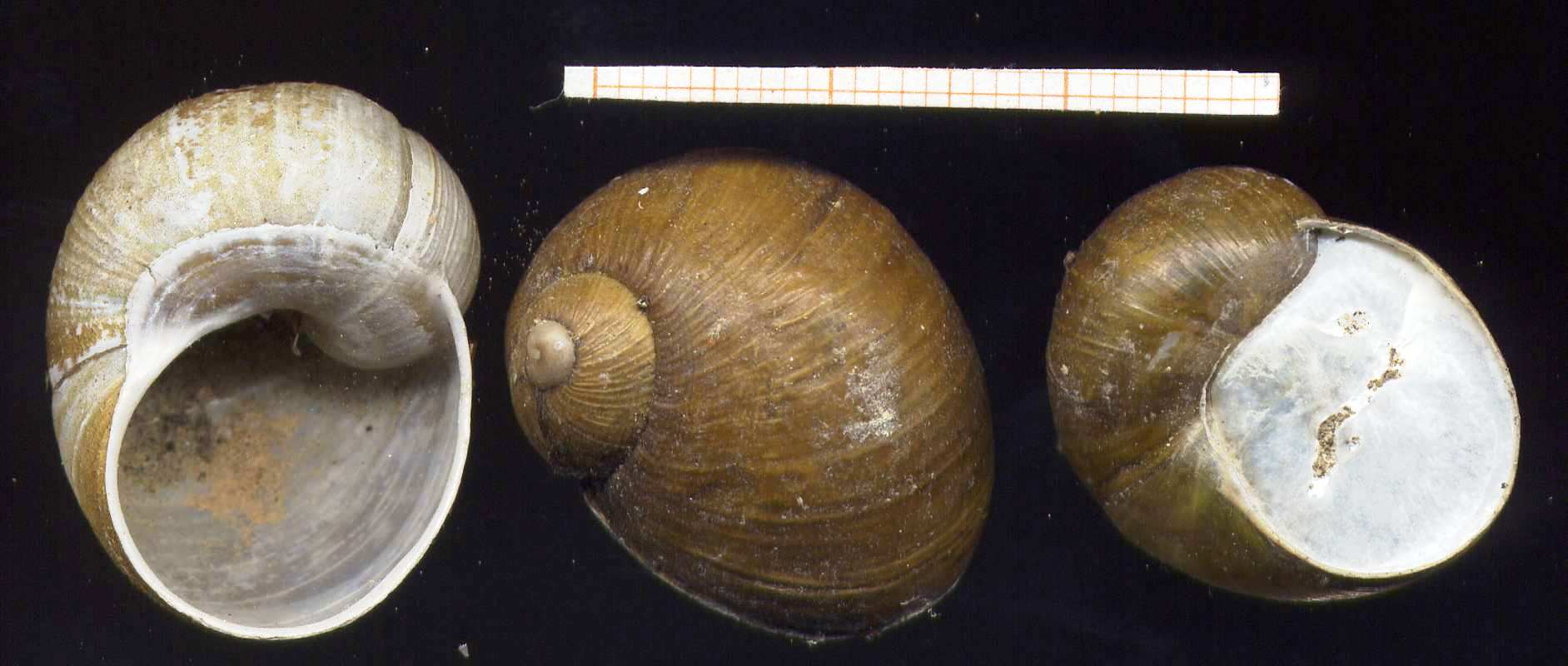
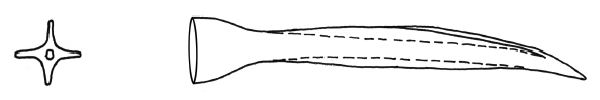
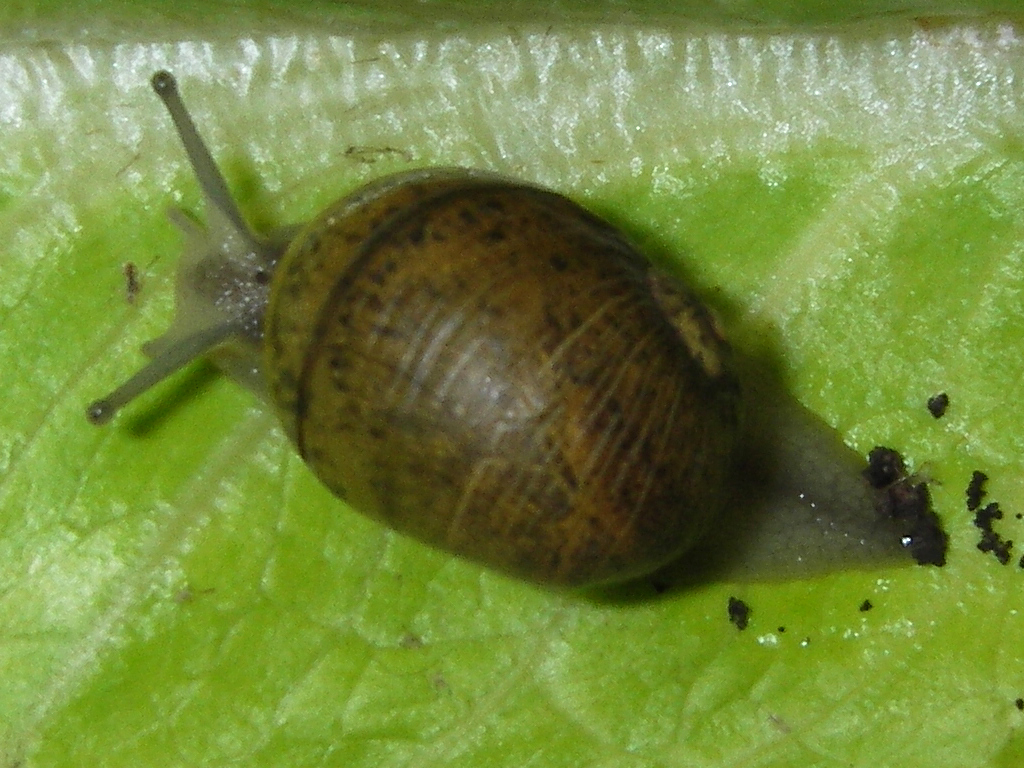
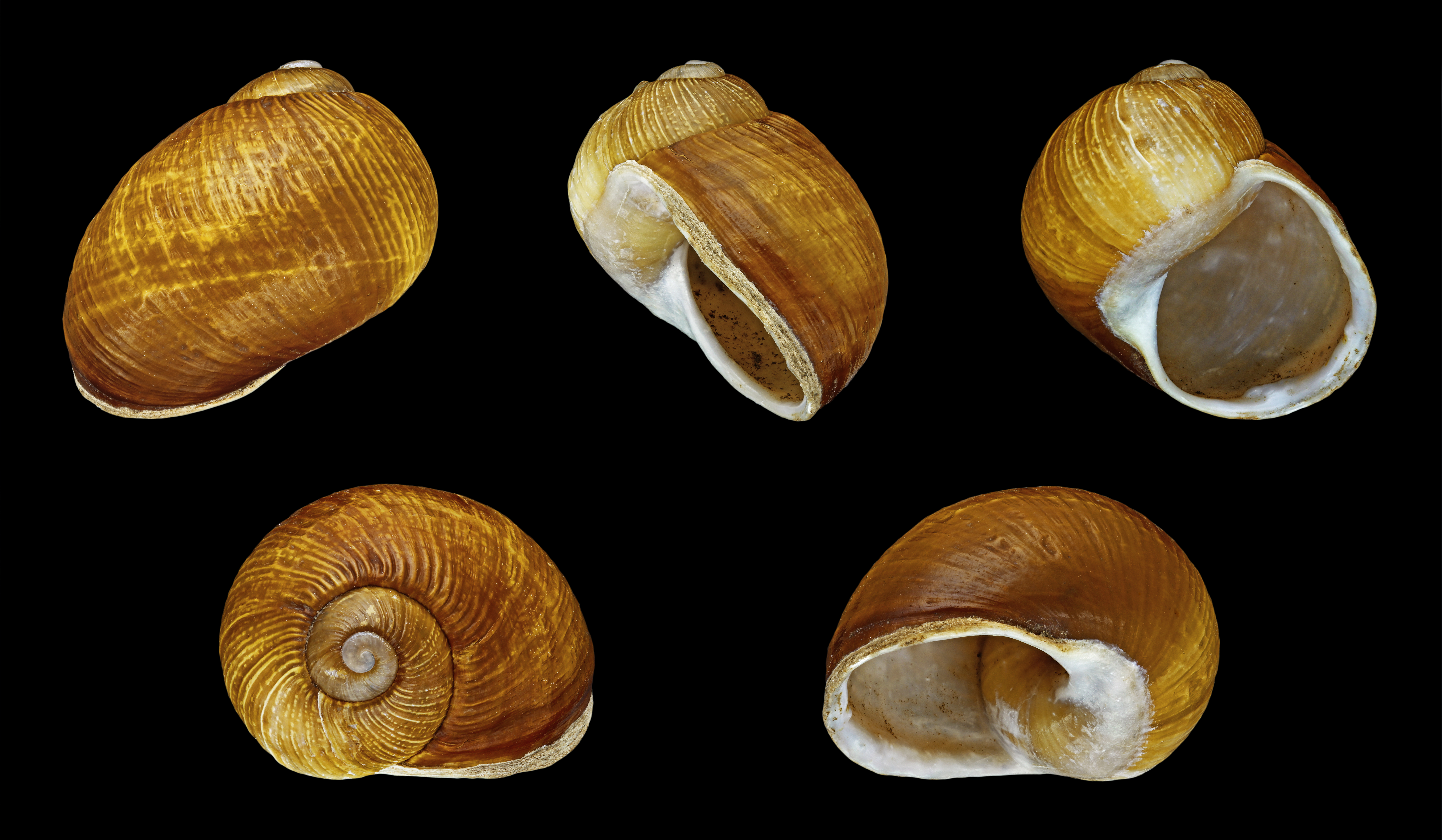